# Chrysotoxum ochripes
Chrysotoxum ochripes är en tvåvingeart som beskrevs av Violovitsh 1985. Chrysotoxum ochripes ingår i släktet getingblomflugor, och familjen blomflugor. Inga underarter finns listade i Catalogue of Life.